# Carlos Chavarría
Carlos Alberto Chavarría Rodríguez (Estelí, 2 de mayo de 1994) es un exfutbolista nicaragüense. Jugaba como delantero, y desarrolló la mayor parte de su carrera deportiva en el Real Estelí de la Primera División de Nicaragua.

## Trayectoria
Tras una destacada actuación con las categorías inferiores del Real Estelí donde militó desde 2010 hasta finales de 2012, Chavarría fue ascendido al equipo de primera división donde consiguió dos títulos y participó en la Concacaf Liga Campeones 2013-14. 
En el Clausura 2014, nuevamente su equipo se adjudicó el título de campeón. de la Primera División de Nicaragua.

## Distinciones
| Núm. | Categoría         | Premio, Institución y edición                   |          |
| ---- | ----------------- | ----------------------------------------------- | -------- |
| 1    | Gesto Técnico     | Premios Matador Univisión Deportes edición 2015 | Nominado |
| 2    | Mejor Gol del Año | Premios Univisión Deportes edición 2017         | Nominado |

## Selección nacional
Fue internacional con la Selección de fútbol de Nicaragua desde el 15 de enero de 2013, cuando Enrique Llena lo incluyó en una nómina de 23 jugadores que representaron a Nicaragua en la Copa Centroamericana 2013 en Costa Rica. El 18 de enero debutó con tan solo 18 años en el partido ante Guatemala que finalizó con un empate 1-1.

### Goles internacionales
Resumen de Goles con la Selección de Nicaragua, no se incluyen goles con las selecciones U20 y U23.
- Clasificación para la Copa Mundial de Fútbol 3 goles

- Amistosos 3 goles

- Copa de Oro 1 goles

- Copa Centroamericana 0 goles

- Repechaje a la Copa de Oro 2017 1 goles

- Liga de Naciones CONCACAF, Liga B, Grupo D 3 goles

- Goles Totales: 11 goles

| Núm. | Fecha      | Estadio, Ciudad y País                          | Oponente | Goles | Resultado | Competencia                                                                     |  |
| ---- | ---------- | ----------------------------------------------- | -------- | ----- | --------- | ------------------------------------------------------------------------------- |  |
| 1    | 07/06/2015 | Estadio Nacional, Managua, Nicaragua            | Surinam  | 1     | 1–0       | Segunda ronda, Clasificación de CONCACAF para la Copa Mundial de Fútbol de 2018 |  |
| 2    | 16/06/2015 | André Kamperveen Stadion, Paramaribo, Surinam   | Surinam  | 1     | 3–1       | Segunda ronda, Clasificación de CONCACAF para la Copa Mundial de Fútbol de 2018 |  |
| 3    | 04/09/2015 | Independence Park, Kingston, Jamaica            | Jamaica  | 1     | 3–2       | Tercera ronda, Clasificación de CONCACAF para la Copa Mundial de Fútbol de 2018 |  |
| 4    | 24/03/2015 | Estadio Pedro Marrero, La Habana, Cuba          | Cuba     | 1     | 1–0       | Amistoso                                                                        |  |
| 5    | 24/03/2017 | Estadio Sylvio Cator, Puerto Príncipe, Haití    | Haití    | 1     | 1–3       | Partido de ida, Repechaje a la Copa de Oro 2017                                 |  |
| 6    | 07/06/2017 | Estadio Provincial de Yacuiba, Yacuiba, Bolivia | Bolivia  | 1     | 2–3       | Amistoso                                                                        |  |
| 7    | 12/07/2017 | Raymond James Stadium, Tampa, Florida           | Panamá   | 1     | 2–3       | Copa de Oro de la Concacaf 2017                                                 |  |
| 8    | 22/03/2018 | Estadio Nacional, Managua, Nicaragua            | Cuba     | 1     | 3–1       | Amistoso                                                                        |  |
| 9    | 11/10/2019 | Estadio Nacional, Managua, Nicaragua            | Dominica | 2     | 3–1       | Liga de Naciones CONCACAF, Liga B, Grupo D                                      |  |
| 10   | 14/10/2019 | Windsor Park, Roseau, Dominica                  | Dominica | 1     | 4–0       | Liga de Naciones CONCACAF, Liga B, Grupo D                                      |  |

### Participaciones en Copa Centroamericana
| Copa Centroamericana      | Sede       | Resultado    |
| ------------------------- | ---------- | ------------ |
| Copa Centroamericana 2013 | Costa Rica | Primera fase |

## Clubes
| Club                | País      | Año         | Partidos | Goles |
| ------------------- | --------- | ----------- | -------- | ----- |
| Real Estelí         | Nicaragua | 2013 - 2016 | 98       | 35    |
| Alcobendas          | España    | 2016        | 7        | 0     |
| Real Estelí         | Nicaragua | 2017 - 2018 | 42       | 18    |
| Birkirkara FC       | Malta     | 2018 - 2019 | 6        | 1     |
| Padideh Khorasan FC | Irán      | 2019 - 2020 | 12       | 0     |
| Club Africain       | Túnez     | 2020        | 4        | 0     |
| Real Estelí         | Nicaragua | 2020 - 2021 | 6        | 1     |

## Palmarés

### Campeonatos nacionales
| Título                        | Club        | País      | Año           |
| ----------------------------- | ----------- | --------- | ------------- |
| Primera División de Nicaragua | Real Estelí | Nicaragua |               |
| Primera División de Nicaragua | Real Estelí | Nicaragua | Clausura 2013 |
| Primera División de Nicaragua | Real Estelí | Nicaragua | Apertura 2013 |
| Primera División de Nicaragua | Real Estelí | Nicaragua | Clausura 2014 |